# Schloss Friedrichstein (Bad Wildungen)

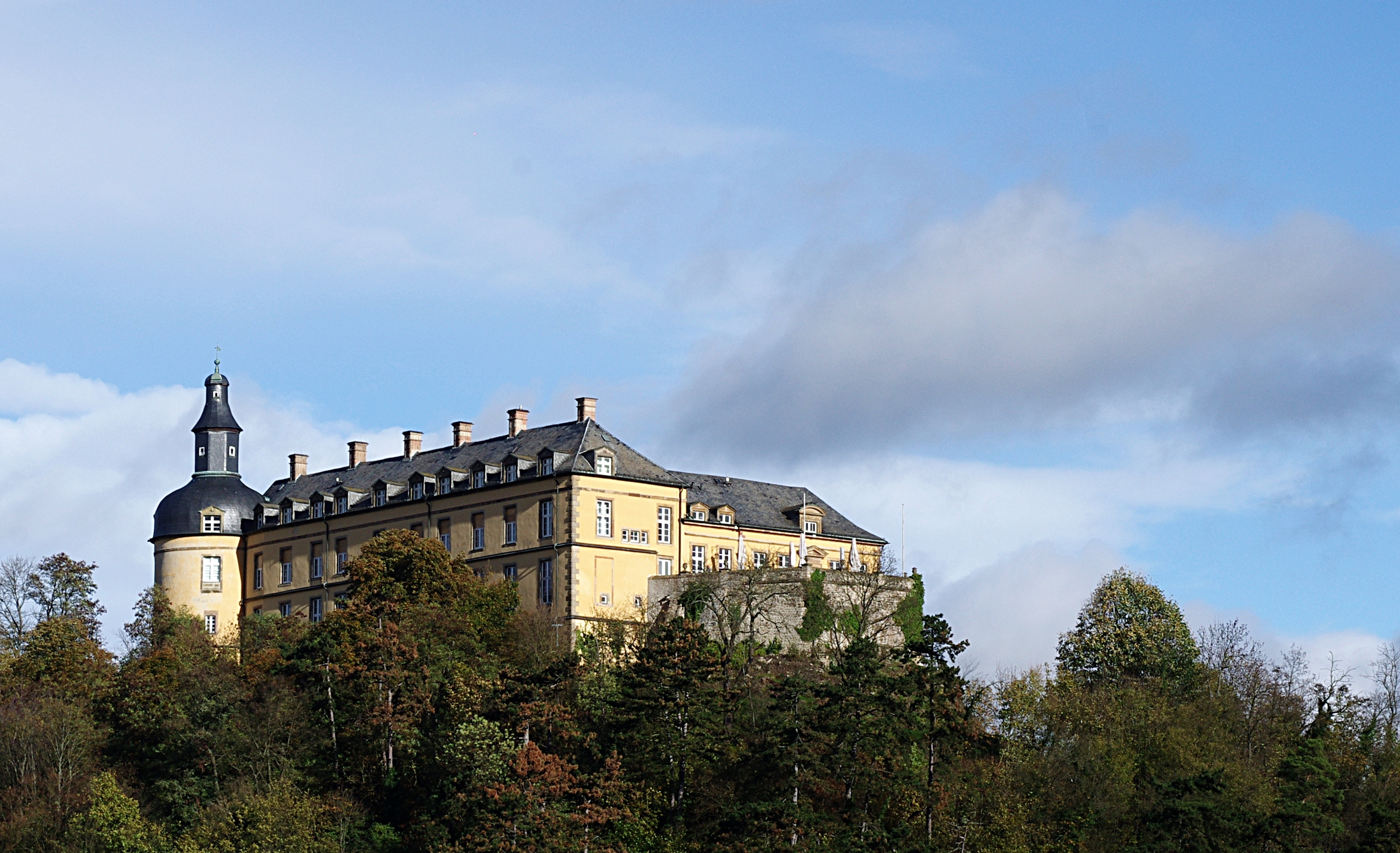
Schloss Friedrichstein

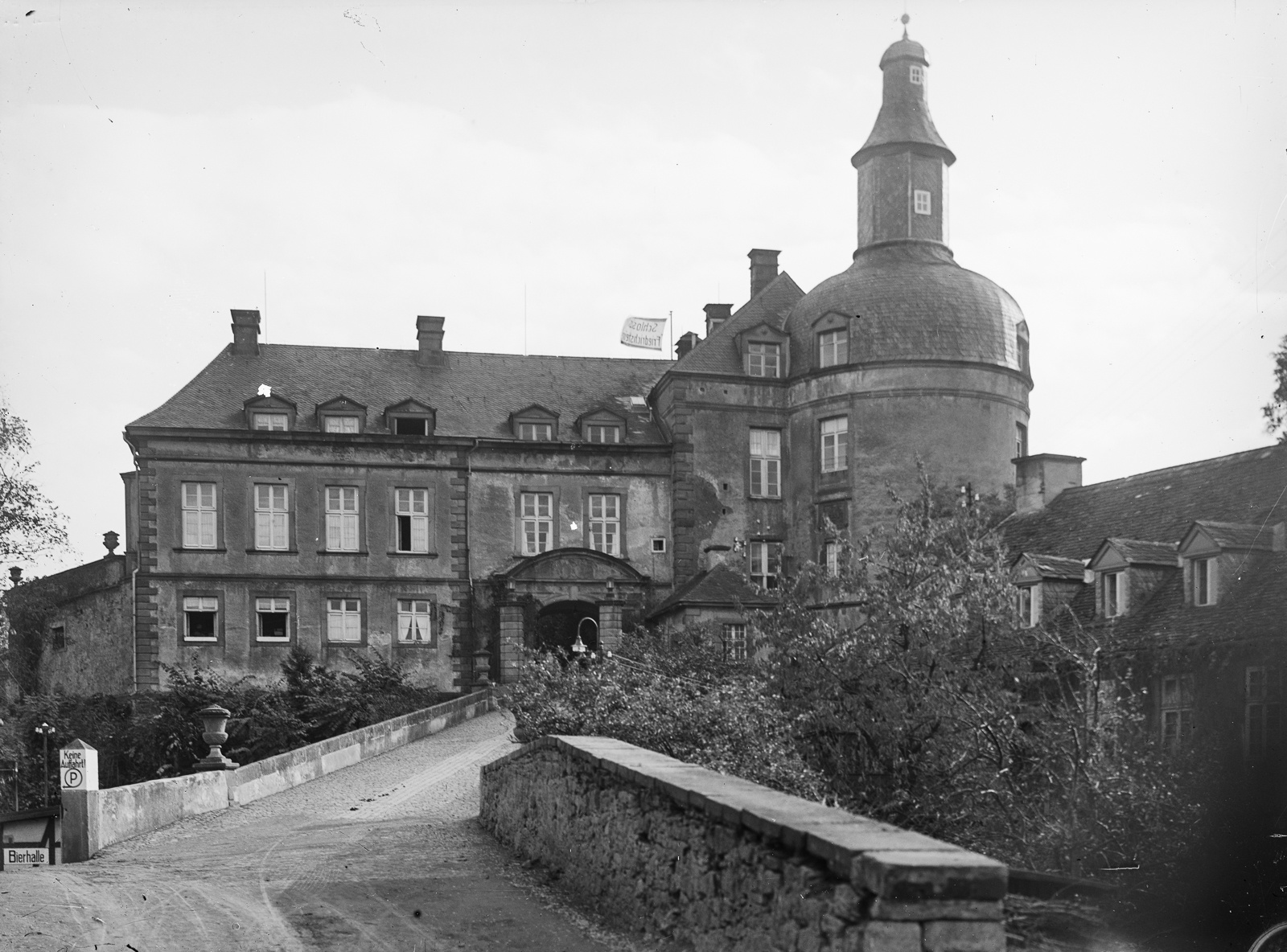
Das Schloss um 1925

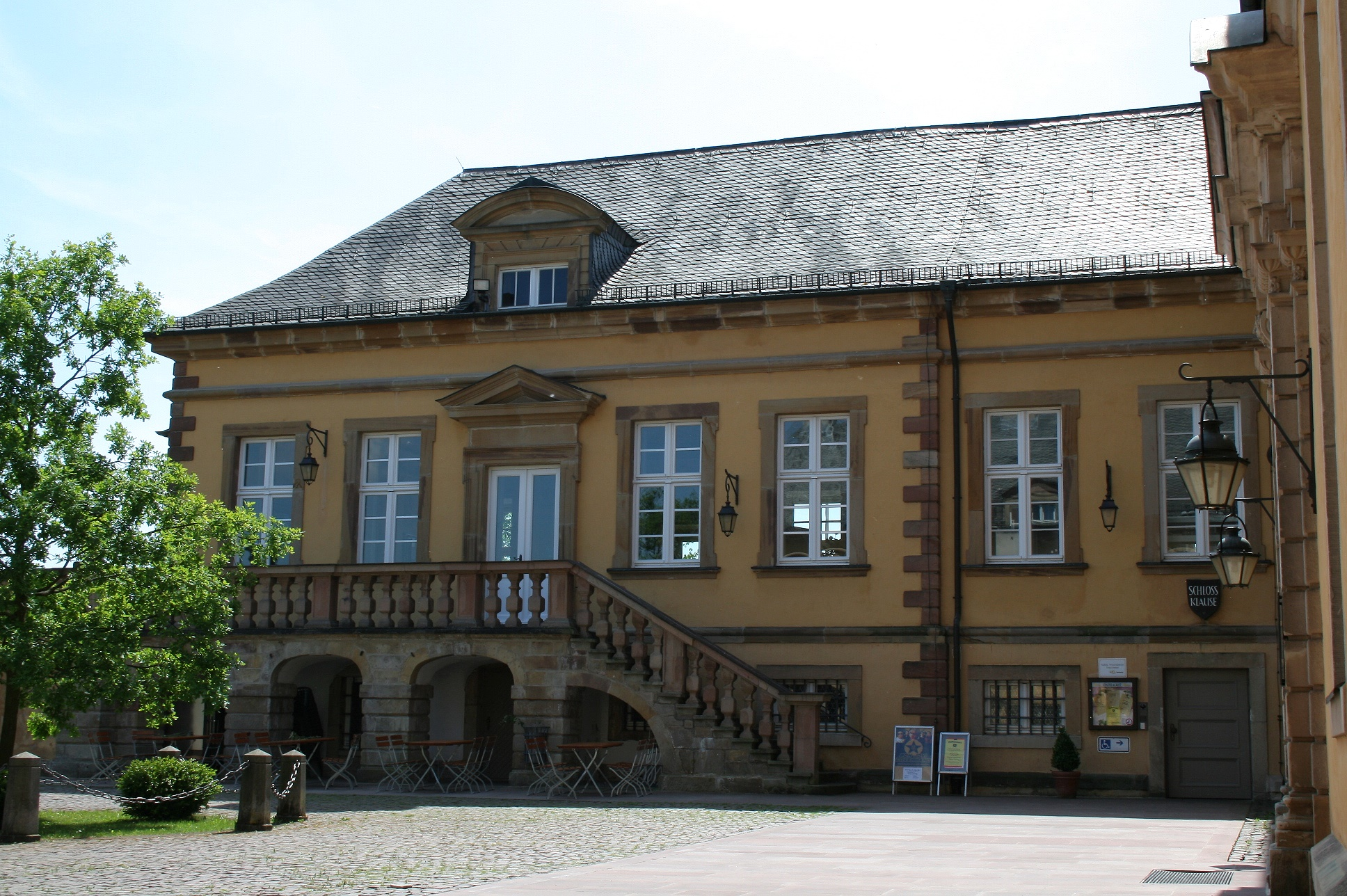
Innenhof (Südflügel)

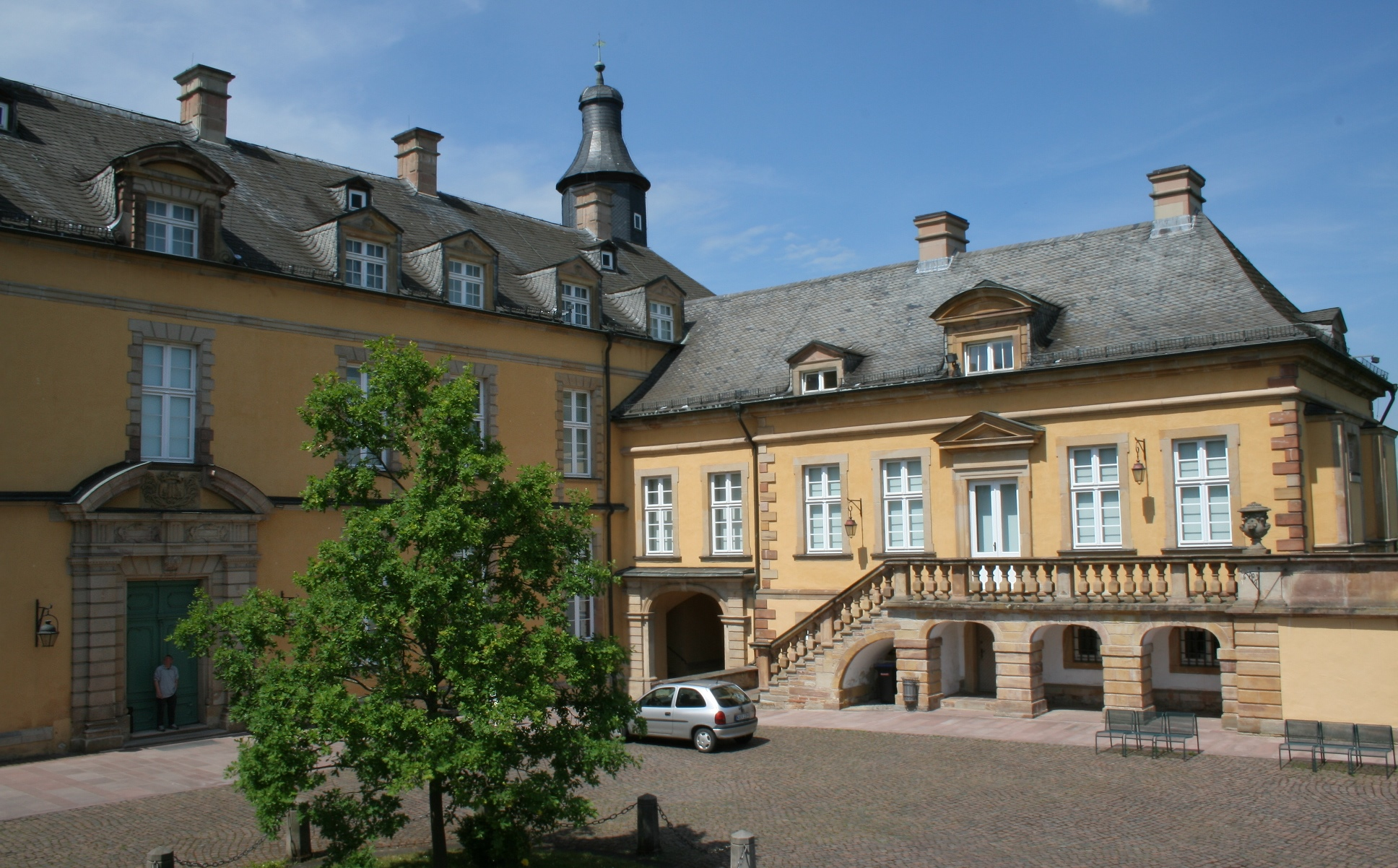
Innenhof (Nordflügel)

Das Schloss Friedrichstein ist ein barockes Schloss auf dem Schlossberg im Bad Wildungener Stadtteil Altwildungen in Nordhessen. Erst eine gotische Burg, dann ein Barockschloss, später Jugendherberge und Hotel, dient es heute als Museum und Restaurant.

## Geschichte und Baugeschichte
Im Jahre 1200 errichtete Graf Friedrich von Thüringen, der durch seine Heirat mit Lukardis von Ziegenhain und den Erwerb ihrer Mitgift Graf von Wildungen geworden war, auf dem 303 m über NN hohen Berg eine gotische Burg. Sie war Sitz des Amtes, der Gerichtsbarkeit und der Verwaltung. 1260 wurden die Grafen von Waldeck Eigentümer der Burg und Grafschaft Wildungen.
Graf Josias II. von Waldeck, der seit 1660 in Wildungen als Koregent seines Bruders residierte, begann 1663 mit dem barocken Umbau der Burg nach symmetrischem, französisch-barockem Vorbild. Sein Entwurf sah einen großen dreieckigen Gebäudekomplex mit zwei langen, spitz aufeinander zulaufenden Flügeln und einem kleinen verbindenden Flügel vor. Im Schnittpunkt der beiden Längsflügel war ein monumentaler Kuppelbau geplant. Bis zum Tod Josias II., der als braunschweig-lüneburgischer General in Diensten der Republik Venedig 1669 im Kampf gegen die Osmanen auf Kreta fiel, wurden der westliche Längsflügel und der Hauptbau durch den Mengeringhausener Baumeister Emanuel Brand fertiggestellt.
1665 errichtete der Bildhauer Rudolf Kippenhahn ein rustiziertes Portal mit gebrochenem Giebel und Wappen. Außerdem gestaltete er das barocke Treppenhaus. Die Witwe des Grafen Josias II. ließ 1678 einen noch stehengebliebenen älteren Flügel des Schlosses abreißen und einen neuen, wohl den Torflügel errichten. Der gotische Rundturm der mittelalterlichen Burg mit Haube und Laterne blieb jedoch erhalten.
Graf Friedrich Anton Ulrich von Waldeck ließ in den Jahren 1707 bis 1714 den Schlossbau renovieren. Hierbei verarbeitete er Eindrücke seiner weitläufigen Reisen und die Erfahrungen, die er zuvor beim Bau der Schlösser in Bad Arolsen und Bad Pyrmont gesammelt hatte. Er vollendete den von Josias II. begonnenen Entwurf, indem er den Südflügel mit der davor liegenden Terrasse errichtete. Zudem ließ er die beiden kleineren Seitenflügel bauen. Graf Friedrich Anton Ulrich von Waldeck wurde Namensgeber des Schlosses Friedrichstein.
1715 bis 1719 wurden im Großen Festsaal im Südflügel die Stuckaturen von dem Italienischen Meister Andrea Gallasini und die Deckenmalereien von seinem Landsmann Carlo Ludovico Castelli geschaffen. Das Deckenbild zeigt die Apotheose des Hauses Waldeck. Das Schloss war darauf nur noch gelegentlicher Wohnsitz des 1711 zum Fürsten erhobenen Friedrich Anton Ulrich von Waldeck. 1751 und 1757 schuf Markus Christoph Krau die Rokokodekorationen im Schloss. Einige Supraporten, durch Reliefornamente bzw. Malereien verzierte Wandflächen über den Türen des ausgehenden 18. Jahrhunderts stammen von Johann Valentin Tischbein.
Im Deutsch-Französischen Krieg 1870/1871 wurde in den unteren Räumen des Schlosses ein Lazarett eingerichtet. Im Nordflügel wurde daraufhin eine Forstbeamtenwohnung eingerichtet. 1906 wurden die Räumlichkeiten renoviert und dienten danach der Fürstenfamilie Waldeck als Sommerresidenz.
Nach dem Ersten Weltkrieg kam das Schloss aufgrund des Abfindungsvertrags mit dem Waldecker Fürstenhaus am 26. August 1920 in den Besitz des Waldeckschen Gemeindezweckverbandes des Freistaats Waldeck. Das Schloss wurde zu Wohnzwecken verpachtet. Zudem siedelte sich ein Hotel an. Im Frühjahr 1921 richtete der Hessische Gebirgsverein in den unteren Räumen eine Jugendherberge ein. In den 1930er Jahren wurde auf dem Schloss eine NSDAP Schulungsstätte eingerichtet. Während dieser Zeit war Hermann Göring mehrfach Gast auf Schloss Friedrichstein.
Nach dem Zweiten Weltkrieg ging das Eigentum des Schlosses an das Land Hessen über. Heute ist es eine Außenstelle des Hessischen Landesmuseums Kassel. Das Jagdmuseum stellt die „Türkenbeute“ des hessen-kasselschen Landgrafen Karl aus. Seit 2006 führt der Skulpturenwanderweg „Paradiesische Erlebnisse“ um das Schloss.